# Kyle Rezzarday
Kyle James Rezzarday (* 15. Oktober 1991 in Nashua, New Hampshire) ist ein
US-amerikanischer Schauspieler, der sich bislang vor allem auf Kurzfilme spezialisiert hatte.

## Wissenswertes
Das erste Mal mit der Schauspielerei in Kontakt kam Rezzarday in seiner Jugend, was auch durch seine Eltern sehr gefördert wurde. Nach einem Studium der Filmwissenschaften und der Anglistik an der Arizona State University, zog Rezzarday nach Kalifornien, wo er seine Ausbildung an der American Academy of Dramatic Arts fortsetzte. Anschließend begann er seine Arbeit als hauptberuflicher Schauspieler vor allem mit zahlreichen Kurzfilmen. Von 2016 bis 2021 verkörperte er fortlaufend eine größere Rolle in der Dramedy-Serie Pretty Dudes. Sein Langfilm-Debüt hatte Rezzarday 2020 mit einer Nebenrolle in der Komödie The Estate.

## Filmografie
- 2011: Resonance (Kurzfilm)
- 2012: To Be Determined (Kurzfilm)
- 2012: The Mind's Eye (Kurzfilm)
- 2013: Consequences of Our Choices
- 2014: Rumble Short (Kurzfilm)
- 2015: Miracorp (Kurzfilm)
- 2016: Pretty Dudes: Ain't Afraid of No Ghost (Kurzfilm)
- 2016–2021: Pretty Dudes (Fernsehserie, 46 Folgen)
- 2017: The Call: A Health Class Video (Kurzfilm)
- 2017: Pretty Dudes: Caught Gay-Handed (Kurzfilm)
- 2017: How I Became an Adult (Kurzfilm)
- 2017: In Between (Kurzfilm)
- 2017: Deadly Sins – Du sollst nicht töten (Doku-Serie, 1 Folge)
- 2019: Dating After College (Mini-Serie)
- 2019: Pretty Dudes: The Double Entendre (Kurzfilm)
- 2020: The Estate
- 2021: Fish Out of Water (Kurzfilm)